# Hans Semler

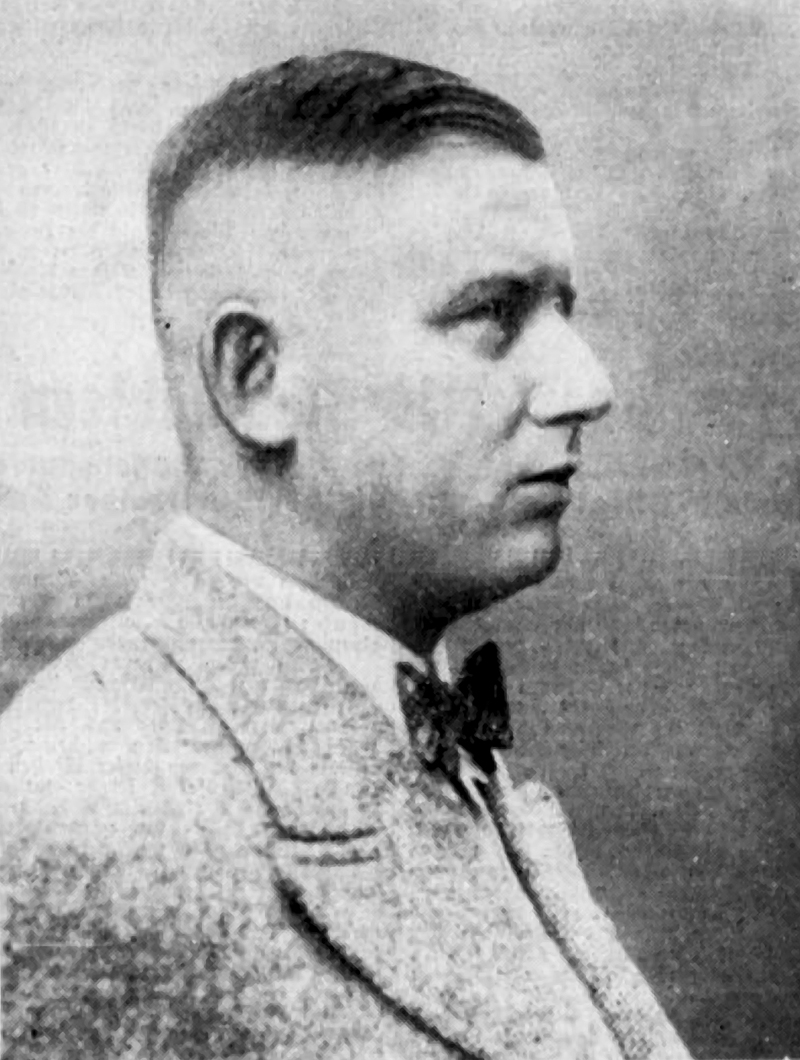
Hans Semler

Hans Semler (* 7. Januar 1902 in Bielefeld; † 30. Januar 1979) war ein deutscher Jurist und SA-Oberführer, der zur Zeit des Nationalsozialismus zunächst Generalstaatsanwalt und anschließend Präsident am Oberlandesgericht Hamm war.

## Studium, Rechtsanwalt und politische Betätigung bei der NSDAP
Semler war ein Sohn des Bielefelder Justizrates Karl Semler. Er absolvierte nach dem Ende seiner Schullaufbahn ein Studium der Rechtswissenschaft und legte beide juristischen Staatsexamen ab. Nach dem Assessorexamen trat er 1928 als Rechtsanwalt in die Anwaltspraxis seines Vaters ein und wurde 1933 zum Notar bestellt.
Politisch betätigte er sich seit seiner Studienzeit in München bei den Nationalsozialisten. Dort trat er Ende 1922 der NSDAP bei und wurde zeitgleich Mitglied der SA, in der er 1943 den Rang eines SA-Oberführers erreichte. Semler trat für die Partei als Wahlredner auf. Nach dem Verbot trat er der Partei erneut bei (Mitgliedsnummer 16.148). Bereits 1923 gründete er in Bielefeld die erste Ortsgruppe und führte dort später den Untersuchungs- und Schlichtungsausschuss (USchlA). Er war ab Ende 1930 Bielefelder Stadtverordneter der NSDAP-Fraktion und gehörte 1932/33 dem Magistrat der Stadt an. Dem BNSDJ trat er 1932 bei und wurde 1941 Gauhauptstellenleiter des Gaurechtsamts. Er wurde zudem Gauführer des NS-Rechtswahrerbundes und war Träger des Goldenen Parteiabzeichens. Ab 1940 war er Bannführer der Hitlerjugend. In Parteikreisen bezeichnete man ihn seinerzeit als ältesten Nationalsozialisten im ganzen Ravensberger Lande, der in mehr als tausend Versammlungen für den Nationalsozialismus getrommelt habe.

## Generalstaatsanwalt und Präsident am Oberlandesgericht Hamm
Aufgrund seines frühen Parteieintritts gehörte er zur Alten Garde und galt als „der älteste nationalsozialistische Kämpfer unter den Juristen“. Er wurde Anfang August 1936 aus parteipolitischen Erwägungen heraus Generalstaatsanwalt in Hamm. In den Reihen der erfahrenen und deutlich älteren Staatsanwälte und Richter wurde er daher nur „widerwillig akzeptiert“, da er über keine ausreichende fachliche Qualifikation für dieses Amt verfügte. Daher meldete er sich mehrfach zur Waffen-SS und zum Kolonialpolitischen Amt, jedoch ohne Erfolg. Als Generalstaatsanwalt wurde ihm die Aufsicht über die Emslandlager übertragen. Semler soll Teilnehmer der Tagung der höchsten Juristen des Deutschen Reiches am 23. und 24. April 1941 in Berlin gewesen sein, bei der Viktor Brack und Werner Heyde über die „Vernichtung lebensunwerten Lebens“ in den Gaskammern der Aktion T4 informierten und in diesem Rahmen auch Kenntnis über die „Scheinlegalisierung des Krankenmords“ durch Franz Schlegelberger erhalten haben. Semler galt als Befürworter der NS-Euthanasie, deren spätere Einstellung er bedauerte. Seiner Ansicht nach wurde seitens des überwiegenden Teils der Bevölkerung „der Beseitigung unheilbar Geisteskranker aus innerer Überzeugung Verständnis“ entgegengebracht. Zudem gehörte er zu einem kleinen Arbeitskreis von Mitarbeitern des Reichsjustizministeriums, des RSHA und der Gestapo, die sich über Modalitäten der verschärften Vernehmung abstimmten.
Im Dezember 1942 wurde er als Nachfolger von Rudolf Schneider zum Präsidenten des Oberlandesgerichts Hamm berufen und blieb nach seinem Amtsantritt im März 1943 offiziell bis zum Endes des NS-Regimes in dieser Funktion. Auf eigenen Wunsch leistete er ab dem 12. September 1944 Kriegsdienst bei der Wehrmacht. Semlers Vorgänger als Generalstaatsanwalt in Hamm Walter von Steinäcker vertrat ihn während seiner Abwesenheit kommissarisch als Oberlandesgerichtspräsident. Die NSDAP-Parteileitung soll nach dem Tod des Volksgerichtshofpräsidenten Roland Freisler erwogen haben, Semler als dessen Nachfolger durchzusetzen, wozu es jedoch nicht kam. Laut Hans-Eckhard Niermann durchlief Semler „eine der eindrucksvollsten Juristenkarrieren des Dritten Reiches“.

## Nach dem Ende des NS-Regimes
Nach dem Ende des Zweiten Weltkrieges wurde Semler aufgrund seiner NS-Belastung durch die britische Militärregierung aus dem Amt entfernt und verhaftet. Danach befand er sich in britischer Internierung, aus der er 1947 entlassen wurde. Semler wurde nach einem Spruchkammerverfahren in Hamm als minderbelastet eingestuft, was 1949 auch in einem Berufungsverfahren bestätigt wurde. In diesem Zusammenhang wurde er für den Justizdienst als untragbar erklärt und nicht wieder eingestellt. Er selbst gab wahrheitswidrig an, dass er Widerstand gegen das NS-Regime geleistet habe. Zudem sei er ein „anständiger Nationalsozialist“ gewesen. Von den Novemberpogromen habe er erst am Morgen danach erfahren.
Seinen Lebensunterhalt bestritt er mit Tätigkeiten in der Wirtschaft. Dem Justizminister des Landes Nordrhein-Westfalen berichtete im März 1954 der amtierende Oberlandesgerichtspräsident Hamm im Zuge eines Verwaltungsrechtsverfahrens, dass Semler seinerzeit nur aufgrund seiner Parteizugehörigkeit am Oberlandesgericht Ämter bekleidet habe. Juristisch sei er eine „Niete“ gewesen. Zu Beginn der 1960er Jahre wurde gegen ehemalige Oberlandesgerichtspräsidenten und Generalstaatsanwälte wegen Unterstützung der systematischen Ermordung von Kranken und Behinderten während der NS-Zeit ermittelt, da diese während der Tagung der höchsten Juristen im April 1941 zur Deckung dieser Taten aufgefordert worden waren. Semler gab während einer ersten Vernehmung an, nicht an dieser Tagung teilgenommen zu haben, da er bei einem Panzerkorps in Schlesien gewesen sei. Er gab keine Auskunft darüber, ob er entsprechende Weisungen erhalten und befolgt habe, obwohl nicht anwesenden Juristen nach dieser Tagung die geheimen Rundverfügungen nachträglich postalisch zugestellt wurden. Im März 1961 wurde das Verfahren gegen ihn eingestellt. Auch ein Verfahren der Staatsanwaltschaft Dortmund wegen der Übergabe eines Häftlings an die SS zwecks Vernichtung durch Arbeit wurde 1962 eingestellt. Infolge seiner Wiederzulassung war er ab 1961 als Rechtsanwalt in Weidenau tätig.